# Galinthias occidentalis
Galinthias occidentalis är en bönsyrseart som beskrevs av Max Beier 1930. Galinthias occidentalis ingår i släktet Galinthias och familjen Hymenopodidae. Inga underarter finns listade i Catalogue of Life.